# 荊州沙市機場
荆州沙市机场是一个於2021年1月30日启用的新机场，地址位於中华人民共和国湖北省荆州市沙市区凌云大道。截至2021年1月，荆州沙市机场航站楼面积约1.4万平方米，配备5座登机廊桥；民航站坪设5个C类机位，均为廊桥近机位；跑道长2600米，宽45米；可满足年旅客吞吐量70万人次、货邮吞吐量2450吨的使用需求。
2021年旅客吞吐量排名全国135位（约45万人次）完成航班起降约5000架次。
2022年旅客吞吐量排名全国109位（约42万人次）完成航班起降约6000架次，货邮吞吐量约3吨。
2023年旅客吞吐量排名全国113位（约83万人次）完成航班起降约10068架次，货邮吞吐量约812吨。
2024年旅客吞吐量排名全国105位（约104万人次）完成航班起降约11200架次，货邮吞吐量927吨。
目前，该机场改扩建正在有序推进，改扩建工程规模总投资3.85亿，预计2025年上半年开工建设。根据荆州发改委的消息：一期改扩建过程不涉及航站楼，主要为机场的功能性完善，涉及新增新建客货机位6个、新建平行滑行道1750米及助航灯光，新建2条垂直联络道，新建货运站房2000平方米，新建业务用房2500平方米、职工用房2400平方米，购置摆渡吹雪、除冰等地勤服务车辆，配套建设消防救援、应急救援、站坪照明、安全保卫、信息、空管、供电、给排水、供冷、供热、燃气等设施。

## 历史
荆州沙市机场的前身是沙市机场。
沙市水上机场
1929年，国民党军队在沙市（今沙市区）三板桥附近修建沙市水上机场。
1930年，沙市水上机场开通民航，中国航空公司在机场设立航空事务所。
1938年秋，沙市航空事务所撤销，沙市水上机场停航。
沙市机场
1944年，日本侵略者在沙市水上机场附近修建简易机场，即沙市机场的前身，该机场有900米长、50米宽的土质跑道，但该机场建成后至沙市解放一直处于空置状态。
1958年，沙市机场复航，设立沙市航空站，并开通沙市至汉口航线。
1962年，沙市机场由于中国国民经济调整而停航民航，机场暂借湖北省体委开办航空滑翔学校，机场转为通用机场。
1970年5月，沙市机场民航复航，中国民航第十五飞行大队由武汉的南湖机场转场至沙市机场。
1974年，沙市机场建成500米长、16米宽的通用航空混凝土跑道。
1985年8月20日，沙市机场开始扩建为3B级机场，跑道长1600米、宽30米，可起降运Y-7、安An-24等机型；11月6日，沙市机场该扩建工程正式开工。
1987年底，沙市机场改扩建工程竣工验收。
1988年9月，沙市机场改扩建工程启用，机场正式升格为3B级机场。
1992年9月25日，沙市机场开始扩建为4C级机场，跑道长1800米、宽45米，可起降波音B737客机。
1993年5月11日，中国民航第十五飞行大队撤销停航；11月24日，沙市机场改扩建工程校飞成功；11月27日，沙市机场改扩建工程通过行业验收；12月4日，沙市机场改扩建工程试飞成功，任务由波音B737客机执飞；12月8日，沙市机场改扩建工程启用，机场正式升格为4C级机场，首条干线客机执飞航线为广州航线。
1994年7月，沙市机场航站楼改扩建工程开工。
1996年1月，沙市机场航站楼改扩建工程竣工验收，面积达5135.76平方米。
1998年4月17日，中国南方航空湖北分公司在沙市机场设立基地。
2002年5月7日，沙市机场停航。
2003年，沙市机场改为湖北省航空运动学校的通用机场。
2004年12月，中国南方航空湖北分公司荆州基地撤销。
2012年12月18日，沙市机场由中国南方航空股份有限公司湖北分公司管理，机场性质为通用机场；12月28日，沙市机场重获民用机场使用许可证，飞行区等级降为3B级。
2017年10月31日，荆州沙市机场可行性研究报告获中国发改委批复。2018年10月3日，荆州沙市机场动工建设。2020年10月20日，荆州沙市机场首航，机场飞行区已基本具备民航飞机通航条件。  
2021年1月30日，荆州沙市机场正式通航。
2021年1月31日，沙市机场完成整体转场荆州沙市机场。

## 机场位置
荆州沙市机场位于中国湖北省荆州市沙市区岑河镇凌云大道，西距荆州市中心约18千米，南距江陵县县城约28千米，东北距潜江市中心约48千米，北距荆门市沙洋县县城约47千米。机场标高30.0米，基准温度37.1℃，地理坐标为东经112°27″、北纬30°17″。

## 硬件设施
航站区
截至2021年1月，荆州沙市机场航站楼面积13799平方米，为二层式建筑，建筑高度达22米；一层建筑面积9651平方米，设有6台自助值机设备和5条安检通道；二层建筑面积4128平方米，配备700多个座位；停车场面积1.6万平方米，航空货站面积1300平方米；可满足年旅客吞吐量70万人次、货邮吞吐量2450吨的使用需求。航站楼采用银色凤凰的设计理念，站前广场采用“双凤祥云”的设计理念；航站楼商业区设有小胡鸭、五一路米粉等荆州美食和荆楚汇、荆楚非遗文化产品。
飞行区
截至2021年1月，荆州沙市机场配备49辆特种车辆和设备，民航站坪设5个C类机位；01/19号跑道长2600米、宽45米，另有1条垂直联络滑行道；跑道主降方向（01号跑道）设置I类精密进近灯光系统，次降方向为B型简易进近灯光系统；使用机型为B737、A320、E190、CRJ900、C909(ARJ21)。
改扩建项目
飞行区扩建项目：新建平行滑行道1750m及助航灯光，新建2条垂直联络道及站坪供配电工程，新建客货机位6个，新建货运站房2000㎡，新建业务用房2500㎡、职工用房2400㎡，购置摆渡吹雪、除冰等地勤服务车辆，配套建设消防救援、应急救援、站坪照明、安全保卫、信息、空管、供电、给排水、供冷、供热、燃气等设施。巡场路、 围界等项目;消防保障由6级升为7级。
增设通用航空项目：在荆州机场新建1条垂直联络道，位于南部通用航空区，与跑道南端点的距离为736米，满足B类飞机及直升飞机的运行需求。新建1块通航站坪，呈长方形布置，共布置16个通用航空飞机机位，其中12个A类通航停机位，停机位尺寸为15米*18米，采用自滑进出的运行方式；4个直升机停机位，停机位直径为24米。配套建设照明工程、消防、安防监控、供电工程等设施设备。

## 航空公司與航點
2025夏秋航季
| 航空公司       | 目的地                       |
| -------------- | ---------------------------- |
| 南方航空（CZ） | 广州、北京大兴               |
| 东方航空（MU） | 上海浦东                     |
| 海南航空（HU） | 海口、三亚                   |
| 长龙航空（GJ） | 杭州、成都天府、温州、兰州   |
| 东海航空（DZ） | 深圳、西安、太原、珠海       |
| 厦门航空（MF） | 厦门、福州                   |
| 昆明航空（KY） | 昆明、济南                   |
| 华夏航空（G5） | 贵阳、重庆、宁波、天津、台州 |
| 桂林航空（GT） | 桂林、沈阳                   |
| 首都航空（JD） | 青岛、南宁                   |

## 停飞航司航点
| 航空公司         | 目的地         |
| ---------------- | -------------- |
| 东方航空（MU）   | 贵阳           |
| 长龙航空（GJ）   | 成都双流       |
| 海南航空（HU）   | 珠海、北京首都 |
| 瑞丽航空（DR）   | 无锡、西宁     |
| 华夏航空（G5）   | 兴义、鄂尔多斯 |
| 北部湾航空（GX） | 南宁、青岛     |
| 联合航空（KN）   | 北京大兴       |